# María Nicolasa de Valdés y de la Carrera
María Nicolasa de Valdés y de la Carrera, condesa de la Conquista (Santiago, 7 de enero de 1733-Santiago, 18 de diciembre de 1810) fue la cónyuge de Mateo de Toro y Zambrano y, técnicamente y en retrospectiva, la primera primera dama de Chile.

## Biografía
Hija del limeño Domingo de Valdés y González de Soberal, señor del mayorazgo Valdés en Santiago de Chile, y de Francisca de Borja de la Carrera y Ureta.
Destacó en los inicios de 1800 por su aristocracia y fortuna familiar. Contrajo matrimonio en Santiago el 3 de mayo de 1751 con Mateo de Toro y Zambrano, con quien tuvo diez hijos.
Cuando Mateo de Toro y Zambrano asumió la presidencia de la Junta de Gobierno de 1810, Nicolasa Valdés dio un sarao en su residencia, la Casa Colorada, para celebrar la formación de la Junta Gubernativa que presidía su marido. Al ser esposa de Toro y Zambrano, se la considera en retrospectiva como la más antigua primera dama de Chile. Fue un periodo fugaz: del 18 de septiembre al 18 de diciembre de 1810.